# Marcin Szulc (aptekarz)
Marcin Szulc de Szulcer (ur. 8 października 1842 w Wołoczkowie, zm. 21 września 1933) – powstaniec styczniowy, podporucznik Wojska Polskiego, aptekarz, działacz społeczny w Łańcucie.

## Życiorys
Uczestniczył w powstaniu styczniowym w 1863. Podczas walk na ziemiach ukraińskich trafił do niewoli pod Koszowatą 10 maja 1863. Był osadzony w twierdzy w Kijowie. Został skazany na zaludnienie w guberni krasnojarskiej, skąd powrócił w 1869 r. Ożenił się z Klementyną z Korczak Langowskich (ur. 23 listopada 1854 w Warszawie, zm. 10 marca 1943), która przez kilka lat była przewodniczącą Towarzystwa Dobroczynnego im. św. Wincentego a Paulo w Łańcucie.
Ukończył kurs aptekarski, zamieszkał w Łańcucie i tam pracował jako aptekarz. W mieście działał na polu społecznym i kulturalnym. Był założycielem Klubu Myśliwych „Diana” w 1881, jednym ze współzałożycieli i od 1894 do 1897 pierwszym prezesem Stowarzyszenia Mieszczan „Gwiazda”, członkiem Towarzystwa Gimnastycznego "Sokół" w Łańcucie (od 1896 roku), założycielem Galicyjskiego Banku Ziemskiego w 1905, wpisanego do rejestru we wrześniu 1909 i od maja 1910 jednym z jego dyrektorów, w latach 20. pełnił funkcję zastępcy dyrektora łańcuckiej filii Banku Ziemskiego dla Kresów w Krakowie. Został wybrany radnym rady miasta Łańcuta, pełnił obowiązki burmistrza tego miasta.
Po odzyskaniu przez Polskę niepodległości (1918) w okresie II Rzeczypospolitej został awansowany na stopień podporucznika weterana Wojska Polskiego.
Zmarł 21 września 1933. Został pochowany na cmentarzu przy ul. Ignacego Mościckiego w Łańcucie.
Według innych źródeł powstaniec styczniowy Marcin Szulc, urodzony w 1842, zmarł w 1923 i został pochowany we Lwowie.

## Odznaczenia
- Krzyż Kawalerski Orderu Odrodzenia Polski (2 maja 1924)[13][14]
- Krzyż Niepodległości z Mieczami (1930)